# ماري فرانسيس وينستون نيوسون
ماري فرانسيس ونستون نيوسون (بالإنجليزية: Mary Frances Winston Newson)‏ (7 أغسطس 1869 - 5 ديسمبر 1959) عالمة رياضيات أمريكية وأصبحت أول امرأة أمريكية تحصل على درجة الدكتوراه في الرياضيات من جامعة أوروبية وهي جامعة غوتنغن في ألمانيا.

## بداية حياتها
ولدت ماري نيوسون ماري فرانسيس وينستون في فورستون إلينوي وكان اسم نيوسون هو اسم الزوج الذي تزوجته. وقد كانت تعرف دائماً باسم مايو من قبل أصدقائها وعائلتها. وكان والداها توماس وينستون وهو طبيب ريفي وكارولين إليزا مومفورد. وُلد توماس وينستون في ويلز ولكنه جاء إلى الولايات المتحدة وهو في الثانية من عمره عندما هاجر والديه. وقد كانت كارولين معلمة قبل زواجها وهي تدرس اللغة الفرنسية والفن والرياضيات. كانت ماري واحدة من أولاد والديها السبعة الباقين على قيد الحياة. وتلقت تعليمها في المنزل من قبل والدتها التي درّست نفسها اللاتينية واليونانية حتى تتمكن من إعداد أطفالها للتعليم الجامعي. كما درست والدتها الجيولوجيا حيث درست دورة بالمراسلة مع متحف الميدان في شيكاغو.

## تعليمها
التحقت هي وشقيقها الأكبر في جامعة ويسكونسن في عام 1884 وذلك عندما كانت في الخامسة عشرة من عمرها. وقد تخرجت مع مرتبة الشرف في الرياضيات في عام 1889. بعد التدريس في كلية داونر في فوكس ليك ويسكونسن تقدمت بطلب للحصول على منحة في كلية برين ماور في بنسلفانيا في عام 1890. كانت شارلوت سكوت أستاذة الرياضيات في برين ماور وشجعت وينستون على التقدم مرة أخرى للحصول على المنحة في العام التالي إذ أنها فشلت بالكاد في الحصول على المنحة في أول محاولة لها. فدرست ونستون للسنة الثانية في كلية داونر وحصلت على المنحة في العام التالي لكنها اختارت مواصلة دراستها في جامعة شيكاغو التي افتتحت في 1 أكتوبر عام 1892 وقضت العام الدراسي 1891-1892 في كلية برين مور. نالت وينستون منحة للدراسة في شيكاغو وقضت العام الدراسي 1892-93 هناك.
التقت بفليكس كلاين في المؤتمر الدولي للرياضيات الذي عُقد في المعرض الكولومبي الدولي عام 1893 وهو من حثّها على الدراسة في جامعة غوتنغن. وبمساعدة مالية من كريستين لاد فرانكلين وصلت إلى ألمانيا في نفس الوقت الذي وصلت إليه طالبتان أمريكيتان أخرتان وهما مارغريت مالتبي وغريس تشيشولم. نُشرت أول ورقة لها حول موضوع الوظائف الفائقة للهندسة في عام 1894. وقد منحت رابطة الكلية للخريجين ونستون منحة لتمويلها خلال العام الدراسي 1895-1896. وتخرجت بامتياز مع مرتبة الشرف وحصلت على درجة الدكتوراه عند نشر أطروحتها. كان عليها نشر الأطروحة قبل أن تحصل على الدكتوراه وعادت إلى الولايات المتحدة مع مخطوطة العمل الذي تنوي نشره هناك. ومع ذلك لم يتمكن أي ناشر في الولايات المتحدة من طباعة الرموز الرياضية في أطروحتها لذا كان عليها إعادتها إلى غوتنغن. تم نشرها في عام 1897 وتلقت شهادة الدكتوراه بمرتبة الشرف في ذلك العام. وحصلت غريس تشيشولم على درجة الدكتوراه في عام 1895 لذلك أصبحت وينستون ثاني امرأة وأول طالب أمريكي يحصل على الدكتوراه من قبل غوتنغن إذ منحت غوتنغن صوفيا كوفالفسكايا شهادة الدكتوراه في عام 1874 ولكن لم يسمح لها الالتحاق كطالبة أبداً. ونشرت مقالة واحدة فقط وهي أول ترجمة باللغة الإنجليزية لمحاضرة عام 1900 لدايفيد هيلبرت التي يعرض بها العشرة الأوائل من مسائله الشهيرة والتي صدرت في نشرة الجمعية الرياضية الأمريكية.

## حياتها لاحقاً ومسيرتها المهنية
تم تعيين وينستون للتدريس في مدرسة سانت جوزيف العليا في سانت جوزيف بولاية ميسوري في سبتمبر 1896 وذلك بعد عودتها من الولايات المتحدة الأمريكية. بعد ذلك بعام أصبحت وينستون رئيسة لقسم الرياضيات الذي يتألف من شخص واحد في كلية كانساس الحكومية للزراعة (جامعة كانساس الحكومية حالياً) في منهاتن كانساس. وقد كانت العضو الوحيد في القسم ومن ثم استقالت في عام 1900 وتزوجت في 21 يوليو من عام 1900 من هنري بايرون نيوسون في شيكاغو. كان هنري نيوسون (1860–1910) رئيس قسم الرياضيات في جامعة كنساس ونشر كتاب «مجموعات مستمرة من التحولات الإسقاطية التي عولجت صناعياً» (1895). وبعد زواجه قام بنشر الكتب: الجبر الجرافيكي للمدارس الثانوية (1905)؛ الأنواع الخمسة للتحولات الإسقاطية للطائرة (1895)؛ ونظرية التواطؤ (1911). استقالت ماري نيوسون (كما أصبحت الآن) من منصبها في كلية كانساس الحكومية للزراعة وعلى مدار السنوات العشر التالية أنجبت ثلاثة أطفال (كارولين ولدت في عام 1901، جوزفين ولدت في عام 1903، وهنري وينستون ولد في عام 1909). ولكن هنري نيوسون توفي بنوبة قلبية في عام 1910. على الرغم من أنها لم تكن تعمل الآن كعالمة رياضيات إلا أن ونستون قامت بترجمة «المسائل الرياضية» التي وضعها هيلبرت والتي قدمها في عام 1900 إلى الإنجليزية وقد نُشرت ترجمتها المكونة من 40 صفحة (تم الحصول عليها بإذن من هيلبرت) في نشرة الجمعية الرياضية الأمريكية في عام 1902.
عثرت نيوسون في نهاية المطاف على منصب تدريس في عام 1913 في كلية واشبورن في كانساس. فكانت نيوسون أحد ثمانية أعضاء في هيئة التدريس في واشبورن وقعوا على عريضة تدافع عن أستاذ العلوم السياسية الذي تم فصله بسبب آرائه السياسية. غادر جميع الموقعين واشبورن في غضون عام أو عامين بما في ذلك نيوسون التي أصبح رئيسة قسم في كلية يوريكا في مسقط رأسها إلينوي حتى تقاعدها في عام 1942.
في عام 1940 كتبت مراجعة لكتاب توماس جيفرسون والرياضيات من تأليف ديفيد يوجين سميث.

## وفاتها
بعد أن أنهت التدريس في كلية يوريكا انتقلت نيوسون إلى بحيرة داليكارليا في لويل إنديانا. وكانت هذه قرية بجانب بحيرة اصطناعية خلابة أحببتها نيوسون وأمضت عطلاتها هناك طوال حياتها. في عام 1956 وعندما كانت تبلغ من العمر 87 عاماً انتقلت إلى دار لرعاية المسنين في بولسفيل بولاية ماريلاند حيث كانت قريبة من ابنتها كارولين بيشرز. وقد توفيت بعد يوم من وفاة شقيقها أمبروز باري وينستون الذي كان أستاذاً في الاقتصاد.

## مراتب الشرف
كانت نيوسون واحدة من 22 امرأة فقط انضمت إلى الجمعية الرياضية الأمريكية قبل عام 1900. وفي عام 1940 تم تكريمها من قبل مؤتمر الذكرى المئوية للمرأة باعتبارها واحدة من مائة امرأة في المناصب التي لم تكن مفتوحة للمرأة قبل قرن من الزمن. كانت العلاقات الدولية أحد هوايات نيوسون وبدأ أطفالها الثلاثة محاضرة ماري وينستون نيوسون التذكارية حول العلاقات الدولية في كلية يوريكا.